# Caucho

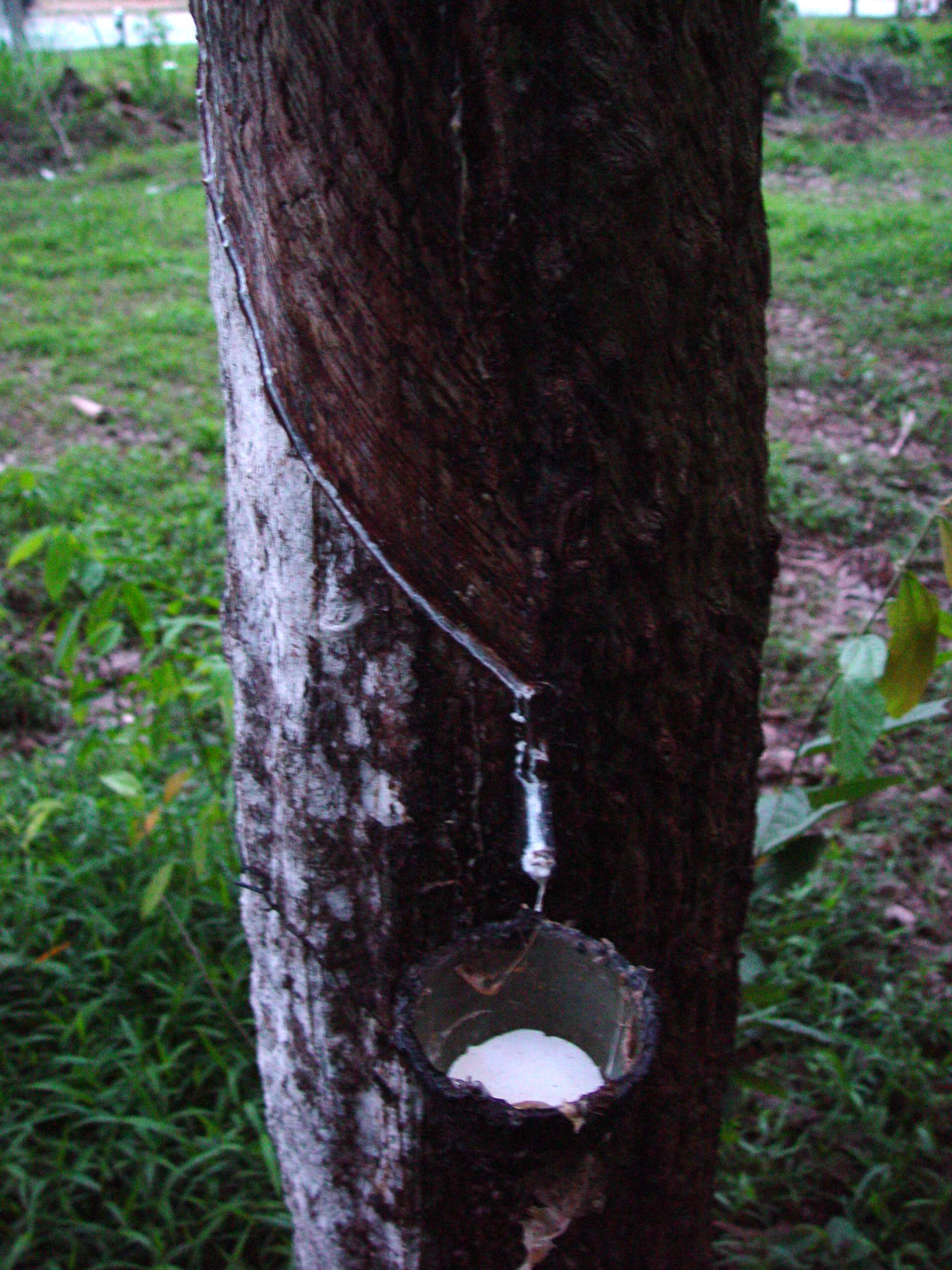
Extracción de látex de un árbol tropical.

El caucho, jebe o seringa es un polímero elástico que surge como una emulsión lechosa (conocida como látex) en la savia de varias plantas, pero que también puede ser producido sintéticamente.
La principal fuente comercial de látex son las euforbiáceas, del género Hevea, como Hevea brasiliensis.
Otras plantas que contienen látex son el ficus y el diente de león común.
Se obtiene caucho de otras especies como
la Urceola elastica (de Asia) y
la Funtumia elastica (de África occidental).
También se obtienen sustancias similares a partir del látex
del hule (Castilla elástica),
del kalule (Patenium argentatum) y
de la gutapercha (Palaquium gutta).
Hay que notar que algunas de estas especies como la gutapercha son isómeros trans que tienen la misma formulación química, es el mismo producto pero con isomería diferente.
Estas no han sido la fuente principal del caucho, aunque durante la Segunda Guerra Mundial, hubo tentativas para usar tales fuentes, antes de que el caucho natural fuera suplantado por el desarrollo del caucho sintético.
En la actualidad la hevea se cultiva en grandes plantaciones, en algunos casos propiedad de grandes industrias del neumático, en las que se utilizan injertos de variedades genéticamente modificadas para optimizar la producción de látex. Las zonas de mayor producción son China, México, Vietnam y Brasil. Hubo grandes plantaciones de heveas en África tropical, Guinea, Liberia y Congo, pero actualmente el predominio de la producción pertenece al Sudeste asiático.

## Etimología
La etimología más común corresponde al quechua kawchu. Así lo señala Joan Coromines.
Sin embargo, podría provenir del taíno kaucho, que significa ‘lágrimas de árbol’.

## Historia
En su lugar de origen, en el centro y sur de América, el caucho ha sido recolectado durante mucho tiempo. Desde mucho antes de la llegada de los europeos, ciertos indígenas del Amazonas lo llamaban cauchuc (‘árbol que llora’), y lo usaron para hacer vasijas y láminas a prueba de agua.
Las civilizaciones mesoamericanas usaron el caucho sobre todo de la Castilla elastica (el hule). Los antiguos mesoamericanos tenían un juego de pelota donde utilizaban pelotas de goma, y unas pelotas precolombinas de goma fueron encontradas (siempre en sitios que estuvieron inundados de agua dulce), las más antiguas aproximadamente del año 1600 a. C. Según Bernal Díaz del Castillo, los colonizadores españoles se asombraron por los grandes saltos que lograban las pelotas de goma de los aztecas.
Los mayas también hacían un tipo de zapato de goma sumergiendo sus pies en una mezcla de látex. El caucho fue usado en otros contextos, como tiras para sostener instrumentos de piedra y metálicos a mangos de madera, y acolchado para los mangos de instrumentos. Aunque los antiguos mesoamericanos no contaban con procesos de vulcanización, desarrollaron métodos orgánicos para tratar el caucho con resultados similares, mezclando el látex crudo con varias savias y jugos de otras enredaderas, en particular la Ipomoea alba.
En Brasil, los habitantes ponían el látex en una rueda de paletas de madera que hacían girar en medio del humo producido por una hoguera y al repetir las inmersiones obtenían una bola de caucho ahumado. Entendieron el uso de caucho para hacer tela hidrófuga. Una historia dice que el primer europeo en retornar a Portugal desde Brasil con muestras de tela impermeable engomada impresionó tanto a la gente que fue juzgado por brujería.
Cuando las primeras muestras del caucho llegaron a España, se observó que un pedazo del material era bueno para borrar escritos de lápiz sobre el papel. Esto mismo lo estableció Joseph Priestley, el clérigo inglés que descubrió el oxígeno. Aún se usan para este fin pedazos de este material, conocidos como «gomas» en España y América del Sur, y en México se conoce como «goma» o «chicle».
A principios del siglo XVIII, Charles de La Condamine, quien posteriormente descubrió que el caucho natural estaba compuesto por cadenas de hidrocarburo, con lo que dejó abierta la posibilidad de producir caucho sintético. Durante la Primera Guerra Mundial (1914-1918) los químicos alemanes fabricaron caucho sintético a partir de dimetil butadieno, en vez de isopreno.
Como otros grandes avances de la ciencia, la vulcanización (un avance clave en la historia del caucho), se dio gracias a un accidente:

En 1839, por accidente, un inventor de Boston, Charles Goodyear dejó caer una mezcla de caucho y de azufre sobre una estufa caliente. Fue el principio de la vulcanización, el proceso que hizo el caucho inmune a los elementos, transformándolo de rareza en producto esencial de la era industrial.
Wade Davis

Para 1925 se abarató el proceso usando butadieno, que a su vez se obtenía del butano y butileno, subproductos del petróleo que se convirtió en la principal materia prima para la obtención del caucho. Posteriormente se descubrieron otras clases de cauchos sintéticos. A partir de 1945 la producción de caucho sintético supera la de caucho natural, el cual sin embargo ha permanecido en el mercado, logrando importancia en épocas de precios altos del petróleo.
Antes de usarse la Hevea brasilensis para fabricar caucho se usó la especie asiática Ficus elastica.

## Producción mundial
| Principales productores de caucho natural (2018) (toneladas) | Principales productores de caucho natural (2018) (toneladas) |
| ------------------------------------------------------------ | ------------------------------------------------------------ |
| Tailandia                                                    | 4 744 250                                                    |
| Indonesia                                                    | 3 630 268                                                    |
| Vietnam                                                      | 1 137 725                                                    |
| India                                                        | 978 317                                                      |
| China                                                        | 824 000                                                      |
| Malasia                                                      | 781 996                                                      |
| Costa de Marfil                                              | 461 000                                                      |
| Filipinas                                                    | 423 371                                                      |
| Guatemala                                                    | 349 546                                                      |
| Birmania                                                     | 212 949                                                      |
| Brasil                                                       | 199 870                                                      |
| Nigeria                                                      | 145 150                                                      |

Fuente

## Abusos
Después de que John Dunlop inventara los neumáticos en 1887, el caucho pasó a ser el oro blanco de la selva sudamericana.
El rechazo a estos métodos ha quedado inscrito en las páginas de la literatura. La novela La vorágine del colombiano José Eustasio Rivera o el libro El río: exploraciones y descubrimientos en la selva amazónica de Wade Davis son muestras de ello.

Los agentes de la Compañía obligan a los pacíficos indios del Putumayo a trabajar día y noche, sin la más mínima recuperación salvo la comida necesaria para mantenerlos vivos. Les roban sus cosechas, sus mujeres, sus hijos. Los azotan inhumanamente hasta dejarles los huesos al aire... Toman a sus hijos por los pies y les estrellan la cabeza contra los árboles y paredes... Hombres, mujeres y niños sirven de blanco a los disparos por diversión y en oportunidades les queman con parafina para que los empleados disfruten con su desesperada agonía.
W. Hardenburg, 1909

Los caucheros contrataron cientos de criminales a los que pagaban por custodiar a los indígenas esclavizados. Estos paramilitares y empresarios, guardianes de un sistema económico que nunca hubiera podido funcionar bajo un régimen justo de trabajo remunerado:

Con cada incidente aumentaba el terror. Los matones despachados a la selva volvían con cabezas degolladas envueltas en hojas de plátano. Para divertirse ataban a los indios a los árboles, abrían sus piernas y prendían hogueras debajo. A los niños los torturaban para que revelaran donde se escondían sus padres; a las niñas las vendían como prostitutas; a los bebés los descuartizaban y sus pedazos los daban de alimento a los perros guardianes; a los jóvenes los ataban les tapaban los ojos para apostar entre los caucheros quién acertaba primero a disparar sobre sus genitales. Un capataz colgó a un indio de un árbol, jugueteó con él mientras se mecía agónico y después, para divertir a un colega, le arrancó de mordisco el dedo gordo del pie y lo escupió en el suelo. El agente cauchero Aquileo Torres colocó el cañón de un rifle en la boca de un indio y le dijo que soplara: luego le voló la cabeza. En cierta ocasión este sádico le cortó las orejas a un hombre, lo ató a un árbol y lo obligó a ver cómo quemaba viva a su esposa. José Fonseca, el agente principal en Último Retiro, celebró la Pascua de 1906 matando a tiros a ciento cincuenta indígenas desde su cabaña. A los heridos los amontonaron, les regaron gasolina y los quemaron.
Wade Davis, 2009

Los indígenas hombres fueron sometidos a la condición de trabajadores forzosos y las mujeres indígenas fueron abusadas y humilladas. Miguel Loayza, un capataz que tuvo Arana como matón y ayudante, esclavizó a muchas indígenas entre nueve y trece años. Le servían de concubinas que permanecían encerradas para que él las violara cuantas veces quisiera. De acuerdo al escritor Wade Davis, los abusos eran tan notorios que les afectaba hasta la propia contextura física:

[...] alcanzaban la adolescencia deformes, débiles y desconyuntadas para siempre sus caderas por la cópula.
Wade Davis, 2009

Rafael Calderón, un bandido de veintidós años (...) tenía un lema: «Matar a los padres primero y después gozar de las vírgenes». Cuando una mujer se negaba a acostarse con uno de sus hombres, Armando Norman la envolvía en una bandera peruana impregnada en gasolina y le prendía fuego. A otras mujeres las empotraba, disponibles para cualquiera. Cuando el supervisor de Atenas descubrió que una joven india que él había violado tenía una enfermedad venérea, la ató en suelo y la azotó mientras le insertaba un palo ardiendo en la vagina.
Wade Davis, 2009

Uno de los protagonistas de este horror fue Julio César Arana del Águila, un empresario peruano que creó un verdadero régimen de terror en pro de su bolsillo y ambición.

En 1904 contrató a doscientos guardianes de Barbados y les encomendó la tarea de acorralar a cualquiera que intentara escapar. (...) Los caucheros, a quienes se les permitía «civilizar» a los indios, atacaban al alba, atrapando a sus víctimas en las malocas y ofreciéndoles regalos como excusa a su esclavitud. Una vez en garras de deudas que no podían comprender y a riesgo de la vida de sus familias, los huitotos trabajaban para producir una sustancia que no podían usar. Los que no cumplían con su cuota, los que veían que la aguja de la balanza no pasaba de la marca de los diez kilos, caían de bruces a la espera del castigo. A unos los golpeaban y azotaban, a otros les cortaban las manos o los dedos. Se sometían, porque si oponían resistencia sus esposas y sus hijos pagarían por ello.
Wade Davis, 2009

La explotación del caucho en la Amazonía peruana, brasileña y colombiana genera tal actividad que ciudades como Iquitos (Perú) o Manaos (Brasil) principal centro de operaciones y puerto exportador que se genera la fiebre del caucho, constituyéndose en ciudades de gran prosperidad económica y centros de los más lamentables abusos en contra de la especie humana. Actualmente no existe ningún gesto por parte de los gobiernos implicados en este horror que haga pensar en una culpa histórica.
En 1885 los ingleses logran sacar semillas fuera de la región y lograron plantarlas con éxito en sus colonias asiáticas (Malasia) y en la zona subtropical de África (Liberia y Congo). A Liberia se le llegó a llamar el país de la Firestone, donde esta compañía tenía inmensas plantaciones. Hacia 1915 se comercializaron las primeras partidas de caucho de estas plantaciones a precios sin competencia posible para los caucheros de la Amazonía lo que provocó su debacle económica de la región y la de los caucheros.

## Aplicaciones
Actualmente se fabrican miles de artículos de caucho para usos muy diferentes. El caucho es ampliamente utilizado en la fabricación de neumáticos, artículos impermeables y aislantes, por sus excelentes propiedades de elasticidad y resistencia ante los ácidos y las sustancias alcalinas. Es repelente al agua, aislante de la temperatura y de la electricidad.
Se disuelve con facilidad ante petrolatos, bencenos y algunos hidrocarburos.
El caucho natural suele vulcanizarse, proceso por el cual se calienta y se le añade azufre o selenio, con lo que se logra el enlazamiento de las cadenas de elastómeros, para mejorar su resistencia a las variaciones de temperatura y elasticidad. El proceso de vulcanización fue descubierto casualmente en 1839 por Charles Goodyear, quien mejoró enormemente la durabilidad y la utilidad del caucho. La vulcanización en frío, desarrollada en 1846 por Alexander Parkes, consiste en sumergir el caucho en una solución de monocloruro de azufre (Cl2S2). Actualmente más de la mitad del caucho usado hoy en día es sintético, pero aún se producen varios millones de toneladas de caucho natural anualmente.
Desde 1823 se utiliza el caucho como material para fabricar prendas de vestir, quizás sobre la base de que este tipo de ropa forma una "segunda piel". El caucho hipoalergénico puede producirse a partir de guayule. El caucho es una propuesta para el futuro como aislante en la industria motora. Con el comienzo del siglo XXI, en vistas de la creciente escasez mundial de petróleo, se comenzó a investigar en determinadas universidades de Brasil el potencial que podría tener este material como método de obtención de energía limpia, como por ejemplo, como refuerzo externo en determinados tipos de motores a propulsión de sifón.

### Técnicas de deformación o moldeo del caucho

#### Por compresión
El moldeo por compresión es una técnica en la cual la materia prima -en forma de polvo- es introducida en un molde calefactado a una temperatura de entre 140 °C y 160 °C, y sometida a una elevada presión. El calor y la presión se mantienen hasta que la reacción finaliza. Al cabo de unos minutos -determinados a partir del espesor de la pieza- se produce la plastificación y curado dentro del mismo molde, para luego retirar la pieza terminada.
Este método de moldeo es utilizado para producir interruptores de electricidad y portafusibles, electrodomésticos, maquinarias, medidores de gas y luz, entre otras aplicaciones.

#### Por transferencia
En el moldeo por transferencia el proceso es similar al anterior, con la diferencia que la materia prima se precalienta antes de ser introducida en el molde y es transferida hidráulicamente. Este sistema se usa generalmente en moldes con movimientos y que tenga hoyos, insertos, postizos, etc.

#### Por inyección
En el moldeo por inyección la materia prima es colocada en una tolva, y por gravedad cae dentro de la máquina que, a través de un tornillo calefactado, se inyecta a presión dentro del molde cerrado, con una temperatura inferior a la de la materia prima inyectada. Después de unos segundos se retira la pieza terminada. La presión de la inyección es alta, dependiendo del material que se está procesando.
El moldeo por inyección es un proceso rápido, muy apto para producir gran cantidad de productos idénticos. Desde componentes de ingeniería de alta precisión hasta bienes de consumo de uso común.

#### Proceso de deshumificación
La deshumificación es un proceso mediante el cual, a través de un sistema automático, se coloca la materia prima a utilizar a niveles deseados de humedad que son propios de cada material y del producto que se desea fabricar.
Todas las materias primas higroscópicas deben ser sometidas a procesos de deshumificación

#### Atemperadores de molde
Los atemperadores son sistemas por medio de los cuales es posible aumentar o disminuir la temperatura del molde durante el proceso de premoldeado. La temperatura que debe alcanzar el molde en esta instancia depende de la materia prima que se va a utilizar. En la mayoría de los casos la información sobre la temperatura de premoldeado es suministrada por el fabricante